# 王东年
王东年（1915年7月—1971年2月），山东莒县人，中华人民共和国政治人物。

## 生平

### 民国时期
王东年是山东省莒县大北杏村（今诸城市）人。七岁入村塾，后改读小学，毕业后考入省立第十三初级中学。1936年，考入省立济南一中。1937年加入中国共产党。中共北杏党支部成立，被选为组织委员。1937年底与其他共产党员一起，争取国民党张步云部特务连长莫正民，并以莫正民部为基础组织抗日武装，初任政训处长，继任政治部主任、支队副司令。1938年初，部队被编为国民革命军新编第六师独立旅，任二团二营营长。同年，奉命到冀南地区驻防。1939年冬，重新回到鲁东南地区，参加了八路军山东人民抗日游击队第二支队，在后方司令部工作。
1940年3月，莒县抗日民主政府成立，任政府秘书。同年，带领部分武装开赴莒诸边地区开辟工作；9月22日，莒县参议会成立，东年被公推为参议长。1941年10月，中共莒诸边县委、县政府成立，他出任县委委员、县长。1944年11月，任八路军山东军区独立二旅政治部主任。1945年11月由部队回到地方，任滨北行政专署专员。1949年3月，奉命率大批干部随解放军南下。

### 共和国时期
1949年9月，中国人民解放军攻占苏州市，王东年被任命为苏州市市长。1952年11月，被调往国家统计局工作。1955年5月，任外贸部技术合作局副局长、局长。1958年12月，调任国家科委国际合作局局长。1964年4月，任全国科技协会书记处书记。
文化大革命期间，王东年受到迫害，1971年2月去世。